# فانزون كن سان كارلو
فانزون كن سان كارلو (بالإيطالية: Vanzone con San Carlo)‏ هي كومونا تقع في إيطاليا في مقاطعة فربانو كوزيو أوسولا. يقدر عدد سكانها بـ 482 نسمة ومساحتها 16.2 كم2 وترتفع عن سطح البحر 677 متر.

## السكان
في سنة 1861 بلغ عدد السكان 902 نسمة، وتطور العدد ليصل في سنة 2011 لـ 435 نسمة.
يظهر هذا المخطط البياني تطور النمو السكاني لـ فانزون كن سان كارلو